# Zaha Hadid
Vous lisez un « bon article » labellisé en 2024.
Pour les articles homonymes, voir Hadid.
Zaha Hadid  (en arabe : زها حديد), née le 31 octobre 1950 à Bagdad (Irak) et morte le 31 mars 2016 à Miami (États-Unis), est une architecte et urbaniste irako-britannique. Figure importante du courant déconstructiviste, elle est l'une des femmes architectes les plus récompensées par la profession. Elle a notamment reçu le prix Pritzker (considéré comme le « prix Nobel d'architecture ») en 2004. Zaha Hadid est élevée au rang de commandeur de l'ordre de l'Empire britannique (CBE) en 2002 puis dame commandeur (DBE) en 2012 pour services rendus à l'architecture.
À la recherche d'un système alternatif au dessin d'architecture traditionnel, et influencée par le suprématisme et l'avant-garde russe, Zaha Hadid adopte la peinture comme outil de conception et l'abstraction comme principe d'investigation pour réinvestir les expériences avortées et non testées du modernisme, et dévoiler de nouveaux champs de construction. Elle est une précurseure dans l’utilisation de la conception paramétrique pour modéliser ses projets.
Si, au début de sa carrière, ses bâtiments se caractérisent par des formes éclatées aux angles vifs, les édifices plus récents sont formés par des courbes. Ses œuvres majeures comprennent l'Aquatics Centre de Londres pour les Jeux olympiques de 2012, le Broad Art Museum (East Lansing, États-Unis), le MAXXI - Musée national des Arts du XXIe siècle de Rome et l'opéra de Canton (Chine). Plusieurs de ses bâtiments étaient encore en construction au moment de sa mort, notamment l'aéroport international de Pékin-Daxing, et le stade Al-Janoub (ex-stade Al Wakrah) au Qatar.

## Biographie

### Enfance et début de carrière
Zaha Hadid est née le 31 octobre 1950 à Bagdad en Irak, d'une famille sunnite turcomane de la classe supérieure. Son père, Muhammad al-Hajj Husayn Hadid, est un riche industriel de Mossoul. Il est l'un des fondateurs du groupe politique de la gauche libérale al-Ahali, importante organisation politique durant les années 1930 et 1940. Il est aussi le cofondateur du Parti national démocrate en Irak. Sa mère, Wajiha al-Sabunji, est une artiste originaire de Mossoul. Dans les années 1960, son père l'envoie avec ses deux frères en Europe, où elle est en pensionnat en Angleterre et en Suisse.

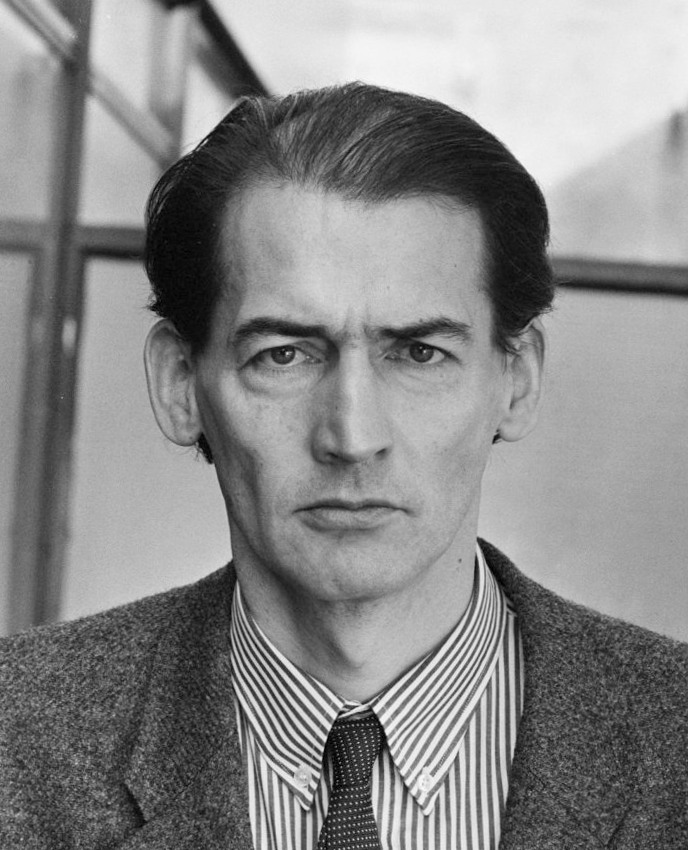
Rem Koolhaas en 1987.

Par la suite, Zaha Hadid s'installe au Liban. Elle y étudie les mathématiques à l'université américaine de Beyrouth avant de déménager à Londres pour étudier l'architecture à l’Architectural Association School of Architecture. Là, elle rencontre Rem Koolhaas, Elia Zenghelis (en), et Bernard Tschumi qui y enseigne. Son mémoire de fin d'études, intitulé Malevich's Tektonik, développe un concept d’hôtel de 14 étages sur le pont de Hungerford à Londres, exécuté sous forme de peinture acrylique et inspiré par les œuvres de l'artiste russe suprématiste Kasimir Malevitch.
Elle rejoint Koolhaas et Zenghelis à l'Office for Metropolitan Architecture (OMA) de Rotterdam, dont elle devient l'associée en 1977, année de l'obtention de son diplôme,. Grâce à cette association avec Koolhaas, elle rencontre l'ingénieur Peter Rice, qui l'aide et l'encourage à un moment où ses idées semblent difficiles à construire.
En 1980, elle crée sa propre agence à Londres. En 1983, elle remporte le premier prix du concours pour un club privé à Hong Kong. Les dessins pour ce projet non-réalisé intègrent déjà un grand nombre d'idées qu’elle développera tout au long de sa carrière, et portent la marque de concepts et de formes relativement avant-gardistes pour l’époque. Cependant, au cours de la décennie 1980, elle conçoit et présente un certain nombre de projets qui ne seront pas sélectionnés lors de concours d’architecture, ou auxquels les commanditaires ne donneront pas suite.
En 1988, elle fait partie des sept architectes qui exposent leurs dessins et peintures pour l’exposition Deconstructivism in Architecture organisée par Philip Johnson et Mark Wigley au Museum of Modern Art de New York,. Cette exposition, ainsi qu'une conférence à la Tate de Londres et la couverture médiatique de son travail vont non seulement renforcer sa réputation internationale dans le monde de l'architecture mais permettre également au public d'associer son nom au style déconstructiviste. Cette année 1988 voit aussi l’arrivée de Patrik Schumacher au studio d’architecture. Encore étudiant à ce moment, il devient progressivement le bras droit de Zaha Hadid et occupe bientôt le poste de directeur de l’agence. Théoricien et promoteur de la conception paramétrique, Patrik Schumacher permet à l’architecte de convertir les dessins déconstruits de Zaha Hadid en structures réalisables.

### Vers une reconnaissance internationale

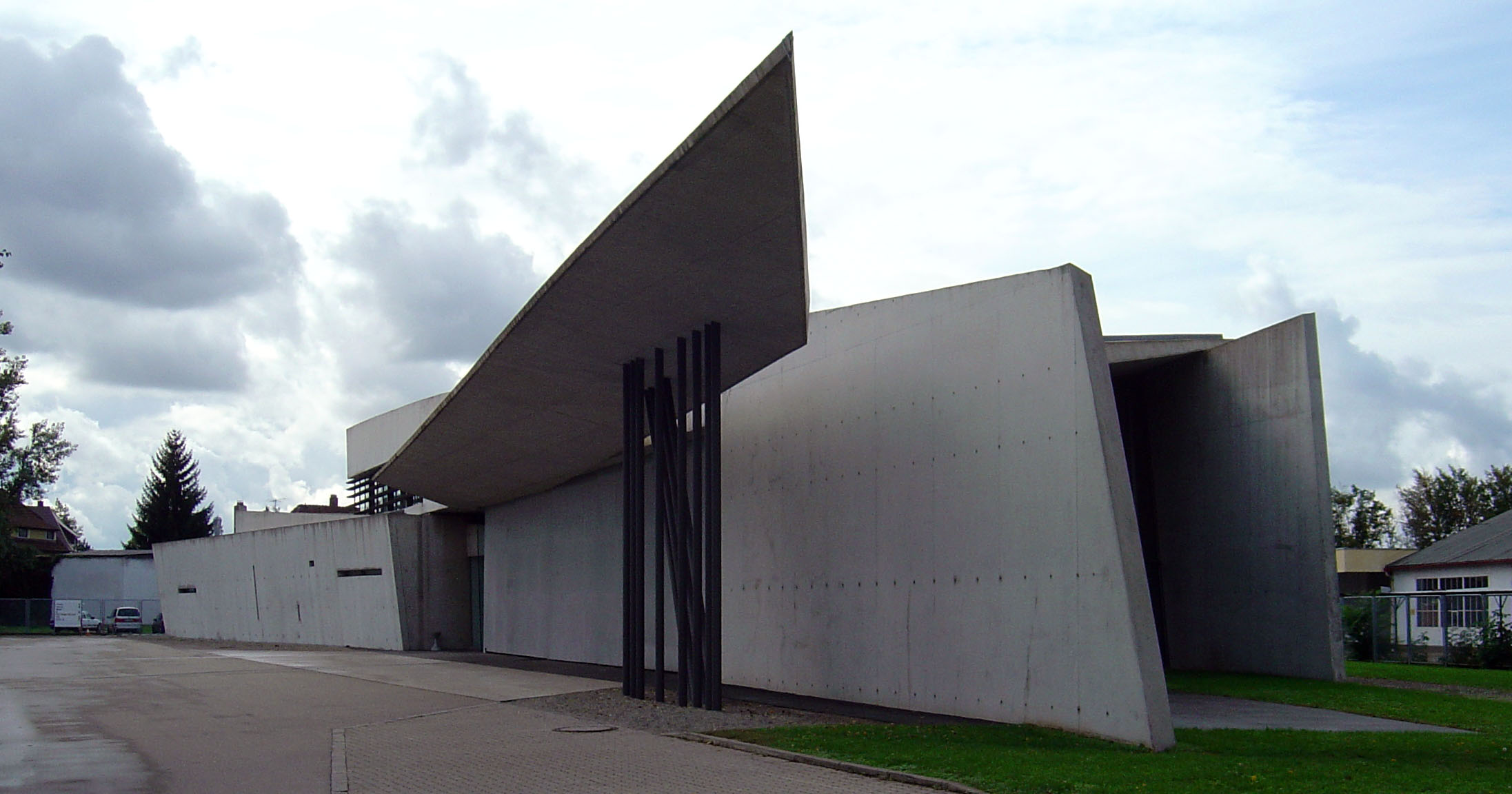
Caserne des pompiers du campus Vitra, Weil am Rhein (Allemagne).

Sous l'impulsion de Rolf Fehlbaum, le président de la société Vitra, un grand espace consacré au design et à l’architecture est créé autour de l’usine du fabricant de meubles à Weil am Rhein. Zaha Hadid conçoit la caserne des pompiers en 1993, une structure anguleuse à base de pointes et de diagonales en béton brut. L'architecte réalise ainsi son premier projet d’envergure. L’année suivante, elle présente un projet pour le concours du nouvel un opéra de Cardiff au pays de Galles. Son projet est choisi par le jury du concours, mais le gouvernement gallois refuse de le financer et la commande est confiée à un autre architecte. Six ans plus tard, à proximité du campus Vitra, elle achève la construction d’une structure appelée Landscape Formation One. Imaginé dans le cadre du Landesgartenschau 1999 — une exposition horticole — ce pavillon allongé qui se fond dans la nature comprend des zones d’exposition, des bureaux, un restaurant et un passage pour traverser les jardins exposés.

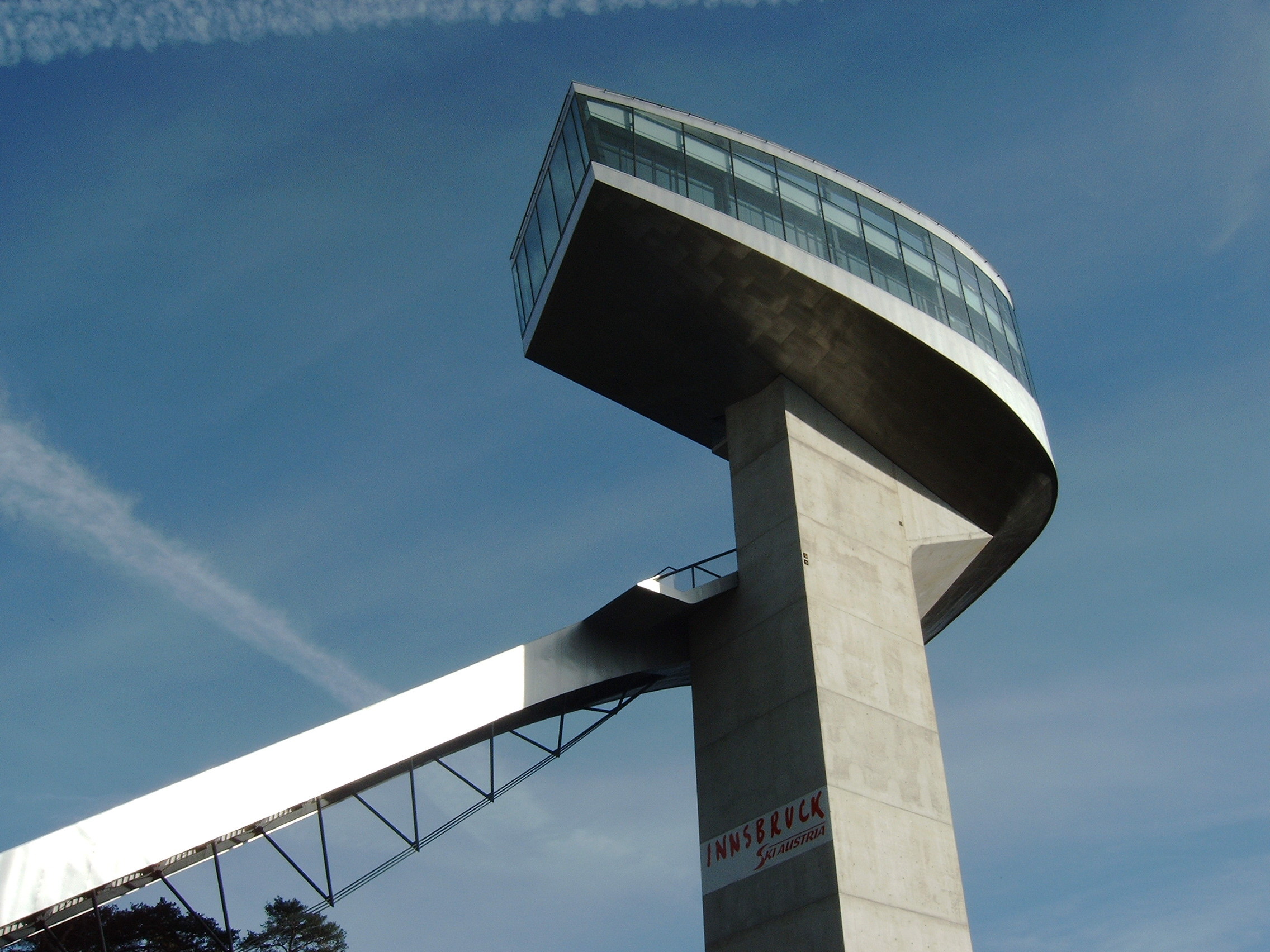
Tremplin de Bergisel à Innsbruck en Autriche.

En 2002, Zaha Hadid achève la reconstruction du tremplin de Bergisel, situé à Innsbruck en Autriche, et commandé par la Fédération autrichienne de ski qui souhaite créer à la fois un monument et une installation sportive de haute qualité. Il s'agit de l'un des tremplins les plus importants de la Coupe du monde de saut à ski. Pour ce projet « hybride et organique », selon les mots de Zaha Hadid, l'architecte déploie un équipement sportif épuré (avec une structure en béton haute de 48 m pour une section de 7 × 7 m à sa base) auquel s'ajoute à son sommet un café offrant une vue panoramique 360°.
En 2003, elle achève la construction du Centre d'art contemporain Rosenthal, à Cincinnati, dans l'Ohio. Projet particulier dans la carrière de l’architecte, c’est son premier édifice construit aux États-Unis et il s'agit en outre du premier musée conçu par une femme qui voit le jour sur le sol américain. Le bâtiment s'intègre dans l'environnement extérieur, une rue banale perpendiculaire à la 6e rue : occupant l'angle d’un carrefour, le bâtiment repose sur le concept d'un empilement de boîtes en porte-à-faux. La réalisation est saluée par le critique d'architecture du New York Times Herbert Muschamp comme l'édifice le plus important construit aux États-Unis depuis la guerre froide.
L'année suivante, en 2004, Zaha Hadid reçoit le prix Pritzker. C'est là aussi une première puisqu'elle est la première femme à obtenir cette récompense. Grâce à cette distinction, les commandes vont affluer.
En 2005, elle achève la construction d’un édifice dont elle a remporté le concours en 2000, Le Phaeno, situé à Wolfsburg, en Allemagne, un musée scientifique de 9 000 m2 de surface, destiné à vulgariser et diffuser la culture scientifique et technique. Son concept consiste en une structure surélevée de sept mètres sur des pylônes en béton. Z. Hadid prévoit que l'espace sous le bâtiment soit rempli d'activités : les dix colonnes massives en forme de cône inversé qui soutiennent le bâtiment abritent par exemple un café, une boutique ainsi que l'entrée du musée. Ces supports inclinés s'élèvent à travers le bâtiment et soutiennent également le toit. La structure du bâtiment ressemble à un énorme navire, avec ses murs penchés et ses fenêtres asymétriques. L'intérieur, avec ses colonnes angulaires et sa charpente métallique apparente, donne l'illusion d'être à l'intérieur d'un navire ou dans un laboratoire en activité.

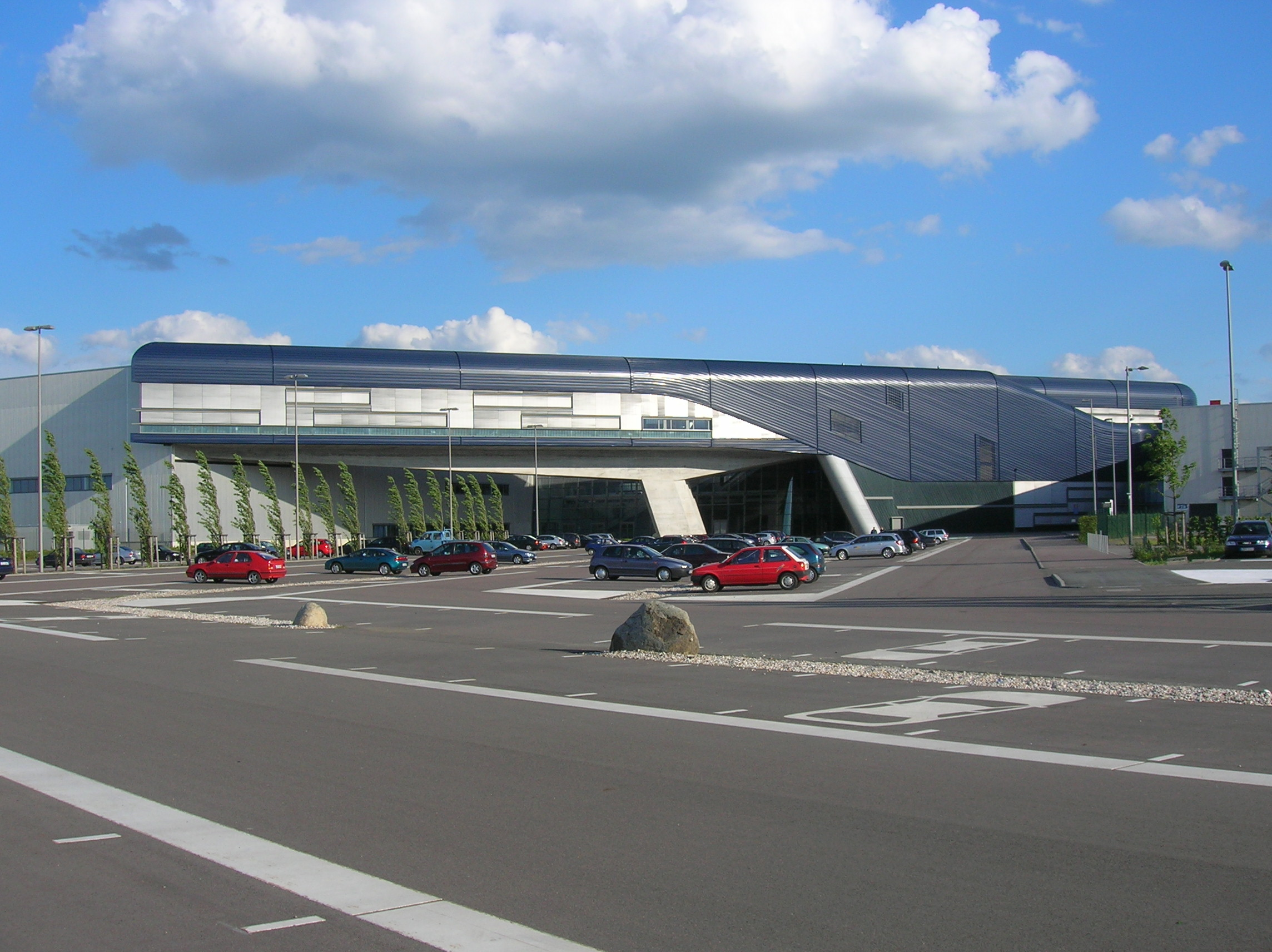
Centre de construction BMW, Leipzig (Allemagne).

Toujours en 2005, elle achève le nouveau bâtiment administratif pour l'usine du constructeur automobile BMW à Leipzig, en Allemagne. À la suite du concours d’architecture remporté en 2002, elle est chargée d’imaginer l’édifice qu’elle conçoit comme le « centre nerveux du complexe BMW » reliant les trois bâtiments d'assemblage, conçus par d'autres architectes, qui le jouxtent. Comme pour le musée Phaeno, le bâtiment est hissé au-dessus du niveau de la rue sur des pylônes de béton adossés. L'intérieur contient une série de niveaux et d'étages qui semblent être en cascade, portés par des poutres en béton inclinées et un toit soutenu par des poutres en acier en forme de « H ». Selon l’architecte, l'intérieur ouvert vise à « éviter la ségrégation traditionnelle des groupes de travail » et à montrer la « transparence globale de l'organisation interne » de l'entreprise,.
En 2006, une rétrospective de son œuvre a lieu au musée Guggenheim de New York. Elle est la deuxième architecte à bénéficier de cet honneur, après Frank Gehry. En 2008, elle est classée par le magazine Forbes au 69e rang des femmes les plus puissantes du monde.

### Les grands projets des années 2010

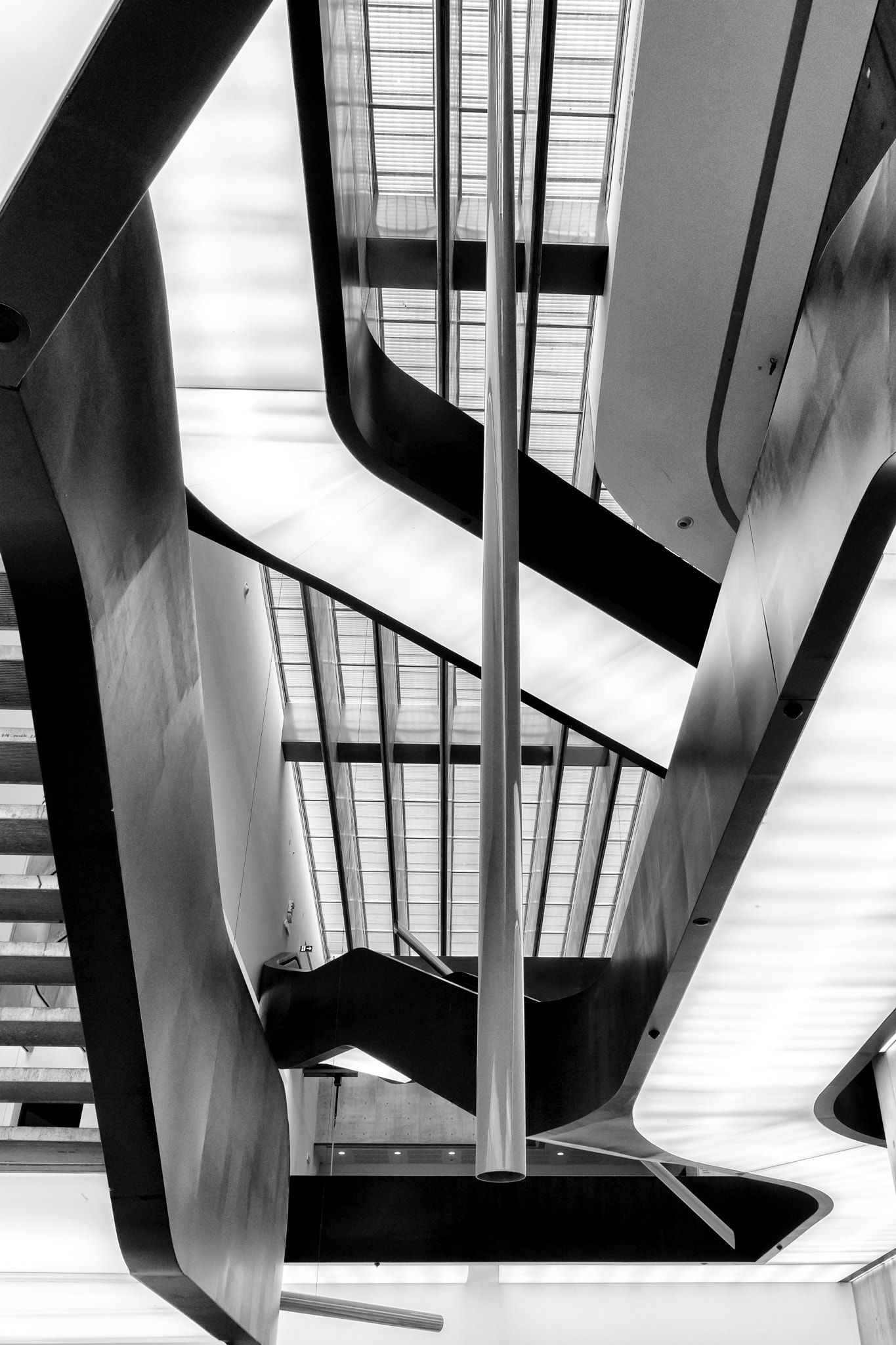
Entrelacs d'escaliers du MAXXI à Rome.

Achevé en 2010, le MAXXI, musée national des Arts du XXIe siècle, à Rome, se caractérise principalement par son sens du mouvement : tout dans la structure semble fluide et en mouvement. Pour cette réalisation, Zaha Hadid s'est inspirée des trames urbaines du site environnant afin de déterminer la forme générale de l’édifice. La façade appartient à sa première période, avec des murs blancs aux courbes lisses et un schéma de couleurs noir et blanc austère. Le bâtiment est perché sur des groupes de cinq pylônes très fins, et une galerie avec une face en verre surplombe avec délicatesse la place devant le musée, tout en créant de l'ombre. Le critique d’architecture Rowan Moore décrit sa forme comme « des tubes oblongs pliés, se chevauchant, se croisant et s'empilant les uns sur les autres. L'image est celle d'un flux et d'un mouvement, et elle ressemble à une pièce démente d'architecture de transport. […] À l'intérieur, des escaliers et des ponts en acier noir, dont le dessous brille d'une lumière blanche, volent à travers le vide. […] Ils vous emmènent vers les galeries, qui sont elles-mêmes des œuvres dont le mouvement est figé. […] La conception génère ce que Hadid a appelé « confluence, interférence et turbulence » ».

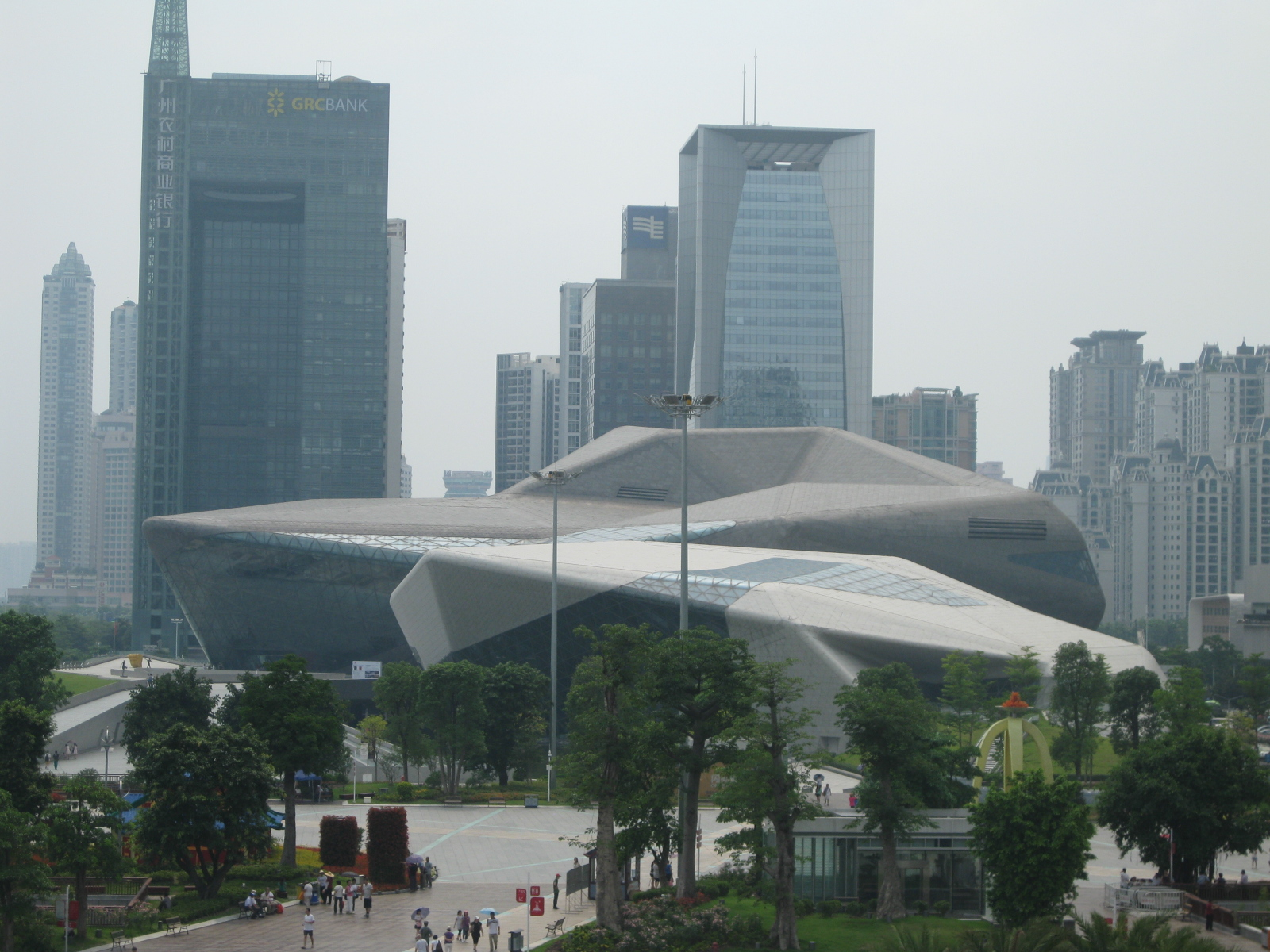
Opéra de Canton, Chine.

Au début des années 2000, Zaha Hadid remporte un concours international pour son premier projet en Chine. L'opéra de Canton, qu’elle livre en 2010, est situé dans un nouveau quartier d'affaires de la ville. Il couvre une surface de 70 000 m2 pour un coût de 300 millions de dollars américains. Le complexe comprend un théâtre de 1 800 places, un théâtre polyvalent, un hall d'entrée et un salon. Une allée couverte, avec des restaurants et des boutiques, sépare les deux structures principales. Ce bâtiment, comme plusieurs de ses constructions ultérieures, s'inspire des formes naturelles de la terre ; l'architecte elle-même le surnomme « les deux cailloux ». Il ressemble à deux rochers géants à bords lisses revêtus de 75 000 panneaux de granit et de verre polis. Le critique Edwin Heathcote note la façon dont le design de Zaha Hadid pourrait transformer le paysage urbain de Canton, le bâtiment s'élevant comme le centre de la nouvelle zone d'affaires. Il relève, en 2011, que l’architecte « a produit un bâtiment qui semble aspirer le paysage environnant dans un tourbillon de mouvement et d'espace tourbillonnant […] [et qui] apparaît à la fois comme un objet étranger dans un paysage d'une immensité incompréhensible (et souvent d'une banalité accablante), et comme une extrusion de la nature, particulière de ce paysage ». Nicolai Ouroussoff, critique d'architecture du New York Times, écrit quant à lui que « pénétrer dans le hall principal, c'est comme entrer dans les douces entrailles d'une huître […] Le plafond concave est percé de milliers de petites lumières — on a l'impression d'être assis sous le dôme d'un ciel nocturne dégagé ». Mais il relève aussi les problèmes de construction, par exemple le grand nombre de tuiles de granit qu'il a fallu remplacer, ou encore le plâtre et d'autres travaux intérieurs mal exécutés par des ouvriers inexpérimentés.

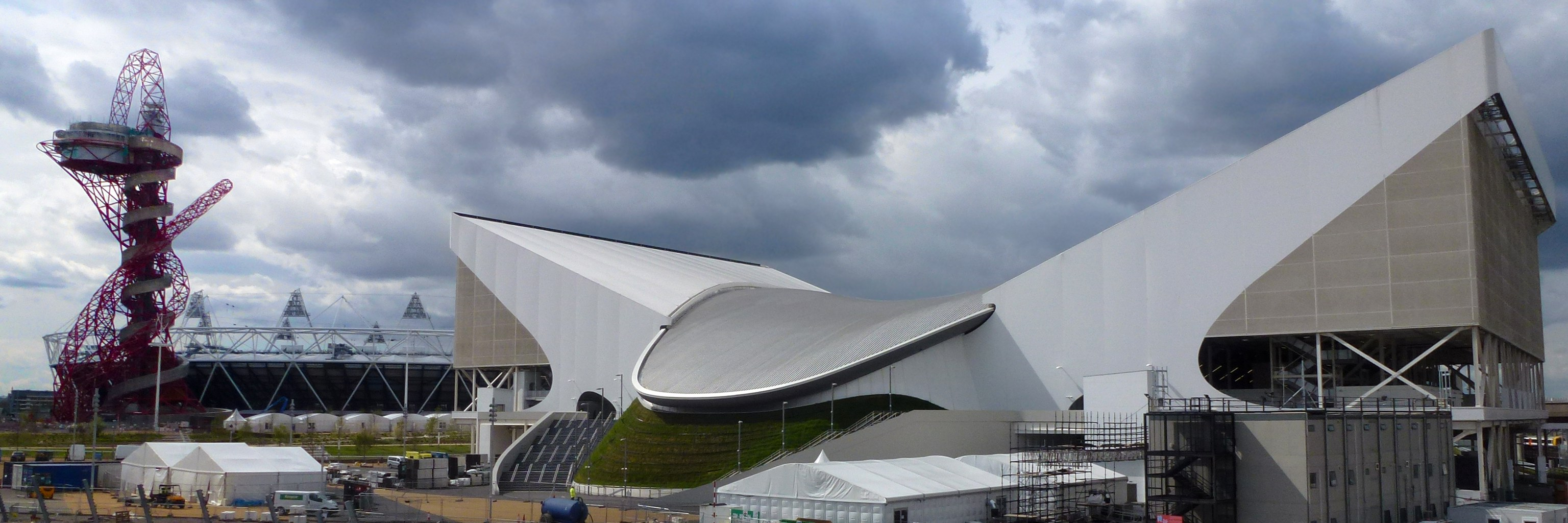
London Aquatics Centre, Londres.

Par la suite, Zaha Hadid est chargée d’imaginer l’Aquatics Centre qui doit accueillir les épreuves de natation en bassin des Jeux olympiques d'été de 2012 à Londres. Le bâtiment abrite trois piscines, et peut accueillir 17 500 spectateurs autour des deux bassins principaux. La toiture — en acier et aluminium, et couverte de bois sur son parement intérieur — ne repose que sur trois supports ; elle a la forme d'un arc parabolique à double courbure qui plonge au centre. Le critique Rowan Moore évoque la sensation de voir le toit flotter et onduler, et il qualifie le centre d'« espace le plus majestueux des Jeux olympiques ». Avec 269 millions de livres sterling, le complexe a coûté trois fois plus cher que l'estimation initiale, principalement en raison de la complexité du toit. Celui-ci fait l'objet de nombreux commentaires lors de sa construction,.

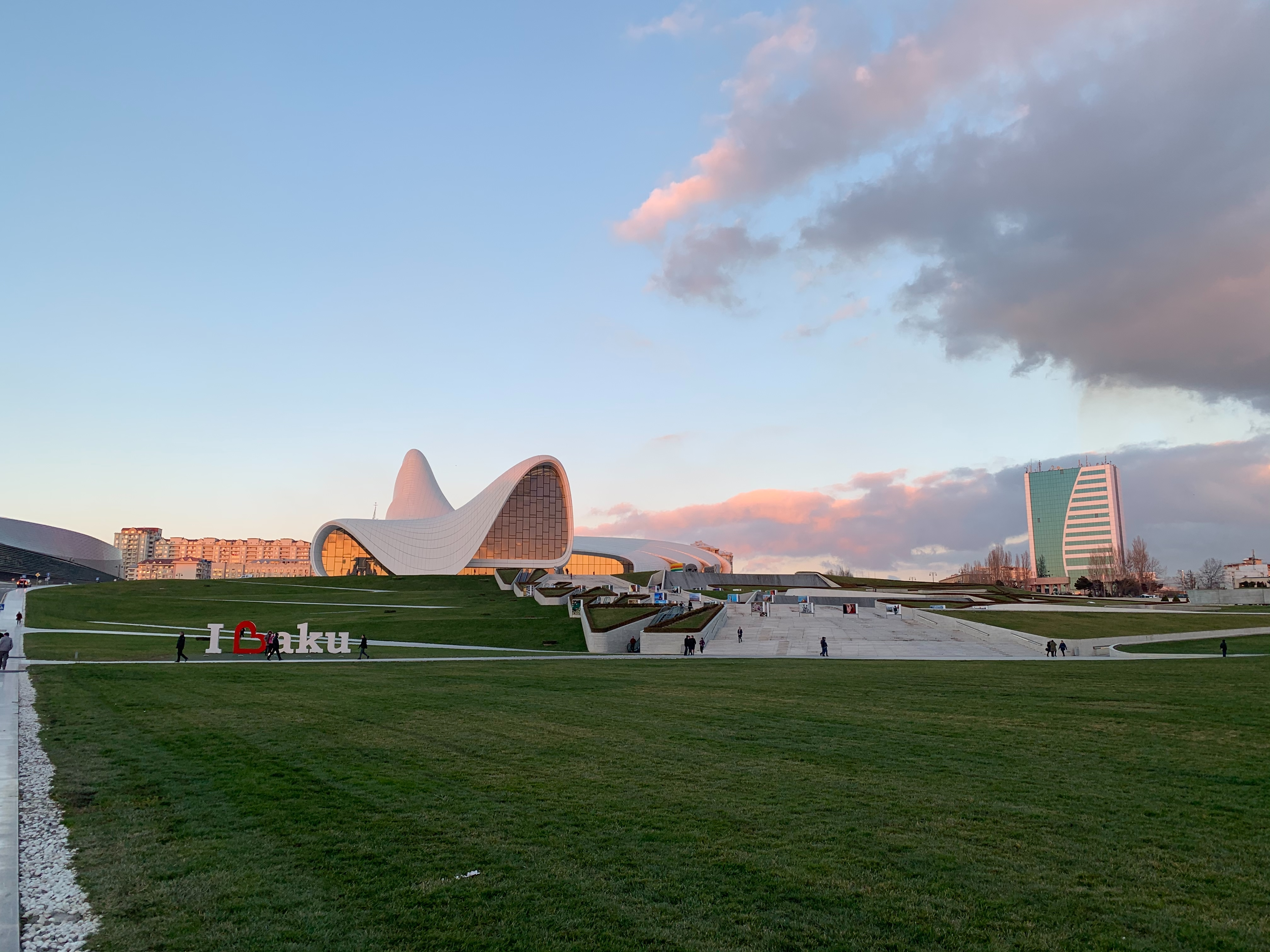
Centre culturel Heydar-Aliyev, Bakou, Azerbaïdjan.

Le Centre culturel Heydar-Aliyev de Bakou, en Azerbaïdjan, est achevé en 2013. C'est un centre culturel et de conférence comprenant trois auditoriums, une bibliothèque et un musée, avec un espace total de 101 801 m2 sur une emprise au sol de 15 514 m2, et une hauteur de 74 m. Zaha Hadid le décrit comme « une forme fluide qui émerge des plis de la topographie naturelle du paysage et enveloppe les différentes fonctions du centre », bien que le bâtiment, une fois achevé, se retrouve largement entouré d'immeubles d'habitation de l'ère soviétique. Si le bâtiment lui-même est largement salué par les observateurs, l’architecte n'échappe pas à des commentaires négatifs. Ainsi, plusieurs critiques d'architecture, qui admirent l'œuvre elle-même, questionnent l'attribution du « prix du design de l'année » par le Design Museum de Londres pour un édifice commémorant un dirigeant controversé, tandis que d’autres pointent les conditions de constructions discutables,.
En novembre 2012, Zaha Hadid est choisie pour la reconstruction du stade olympique national de Tokyo devant accueillir la Coupe du monde de rugby 2019 ainsi que les Jeux olympiques et paralympiques de 2020, mais son projet est très critiqué. Plusieurs architectes japonais le désapprouvent, notamment Arata Isozaki qui le compare à une « tortue qui attend que le Japon coule pour s’en aller nager au loin » — ces réactions pouvant éventuellement venir du dépit de voir une femme étrangère remporter ce concours. Le projet est aussi attaqué pour son esthétique par des intellectuels, mais c'est son coût qui lui vaut les principales critiques : à l'origine estimé à 130 milliards de yens (963 millions d’euros), l'estimation double, passant à 252,5 milliards de yens (1 872 millions d’euros). Même si Zaha Hadid se défend en invoquant la hausse des taxes sur les matériaux de construction et la difficulté à trouver de la main d'œuvre au Japon, ce nouveau budget entraîne finalement le lancement d'un nouvel appel d'offres en 2015. 
L’agence Zaha Hadid Architects compte un peu plus de quatre cents employés en 2016. Son siège est situé à Londres, dans le quartier de Clerkenwell. Zaha Hadid est alors entourée par quatre associés : Patrik Schumacher, Gianluca Racana, Jim Heverin et Charles Walker.

### Décès
Hospitalisée à Miami pour soigner une bronchite, elle meurt le 31 mars 2016, des suites d'une crise cardiaque. Elle est enterrée entre son père Mohammed Hadid et son frère Foulath Hadid au cimetière de Brookwood en Angleterre. Dans son testament, elle laisse 67 millions de livres sterling, léguant divers montants à son associé Patrik Schumacher et à des membres de sa famille. Son entreprise de design, qui représente l'essentiel de sa fortune, est placée en fiducie,.

## Style
Le style architectural de Hadid n'est pas facile à classer, et elle n'est pas considérée comme relevant d'un style ou d'une école en particulier. Néanmoins, avant même d'avoir construit un premier immeuble, elle est identifiée par le Metropolitan Museum of Art comme une figure majeure du déconstructivisme ; par ailleurs, son travail se voit également cité comme un exemple de néo-futurisme,. Un portrait que le magazine New Yorker brosse d'elle s'intitule « The Abstractionist » (L'Abstractionniste). 
Un certain nombre d'éléments propres à un « style » peuvent être relevés, en soulignant que ledit style se caractérise par une prédilection pour les entrelacs de lignes tendues et de courbes, les angles aigus, les plans superposés, qui donnent à ses créations complexité et légèreté. D'autre part, à l'époque où la technologie s'intègre dans la conception, Zaha Hadid introduit l'utilisation du paramétrisme pour développer ses projets, tout en continuant à dessiner ses bâtiments à la main et à réaliser des modèles de ses conceptions. À travers son style de conception, elle peint donc les dessins conceptuels de ses projets dans des formes fluides et géométriques. Il s'agit de grandes peintures qui illustrent son processus et « la nature rationnelle de sa construction ». 

### Réinventer le modernisme
Lorsqu'elle reçoit le prix Pritzker en 2004, le président du jury, Lord Rothschild, remarque que « parallèlement à son travail théorique et académique, en tant qu'architecte en exercice, Zaha Hadid a marqué un engagement inébranlable  envers le modernisme », tout en relevant que « toujours inventive, elle s'est éloignée de la typologie existante, de la haute technologie, et a transformé la géométrie des bâtiments ». Le Design Museum remarque aussi qu'elle « a fait voler en éclats le modernisme classiquement formel et limité par des règles de Mies van der Rohe et du Corbusier, ainsi que les vieilles règles de l'espace - murs, plafonds, avant et arrière, angles droits » pour ensuite les rassembler en des formes fluides très expressives, parcourues par « de multiples points de perspective et une géométrie fragmentée, conçus pour incarner la fluidité chaotique de la vie moderne ». The Guardian la surnomme « la reine de la courbe » (queen of the curve). Enfin, Michael Kimmelman du New York Times considère que Zaha Hadid a « libéré la géométrie architecturale, lui donnant une toute nouvelle identité expressive ».
Mais c'est chez Zaha Hadid elle-même, qui utilisait souvent un jargon architectural dense, qu'il reste possible de trouver une définition claire et simple de l'essence de son style : « L'idée est de ne pas avoir d'angles à 90 degrés. Au début, il y avait la diagonale. La diagonale vient de l'idée de l'explosion qui « reforme » l'espace. C'était une découverte importante. »

## Principales réalisations

### Œuvres achevées de son vivant

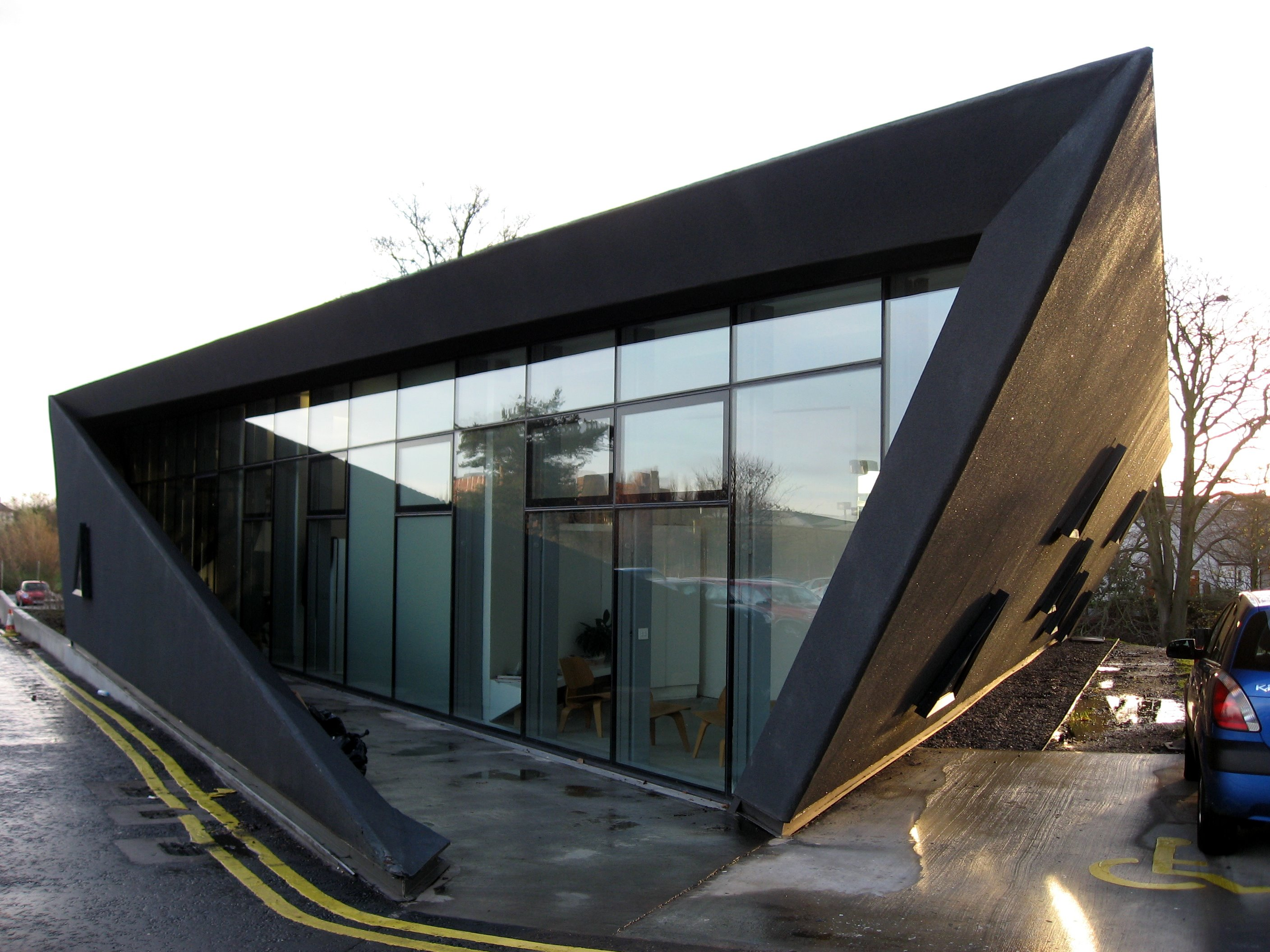
Maggie's Centre, Kirkcaldy (Écosse).

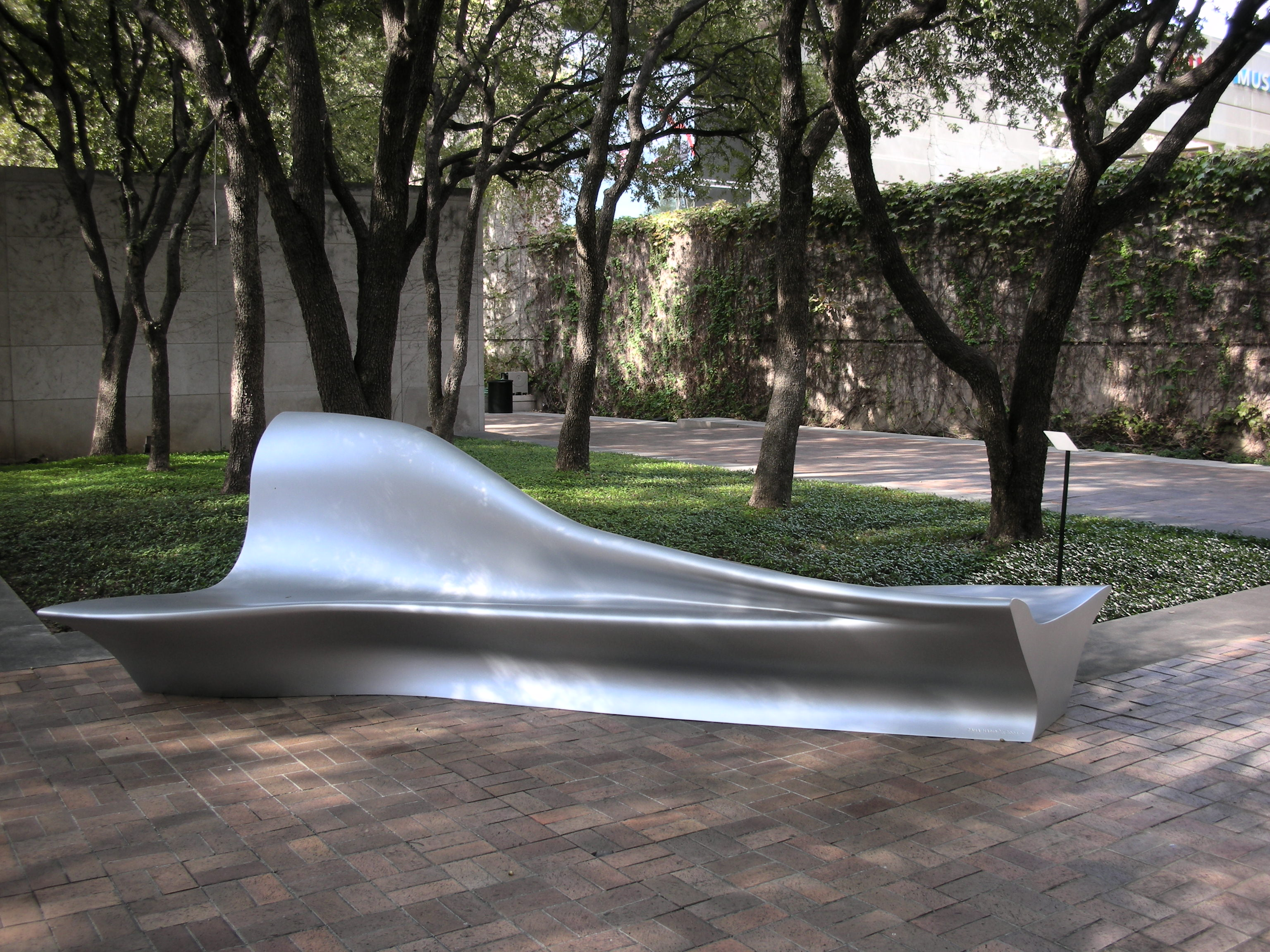
Banc au Dallas Museum of Art (États-Unis).

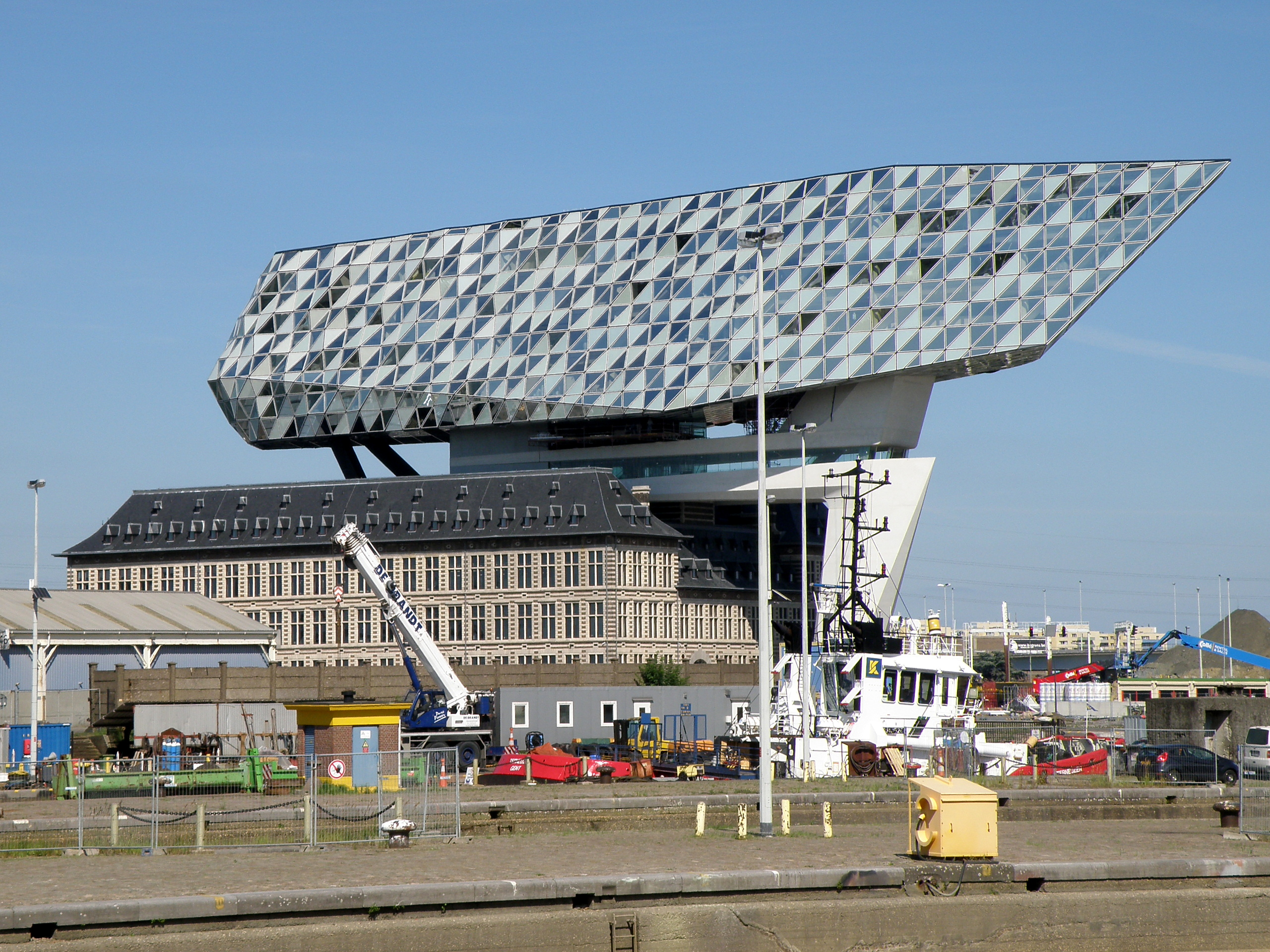
Le Havenhuis dans le port d'Anvers (Belgique), structure moderne couronnant et surplombant une ancienne caserne de pompiers conçue par Émile Van Averbeke.

- 1993 : la caserne de pompiers du campus Vitra, Weil am Rhein[13]
- 2001 : le terminus Hœnheim Gare, station de tramway à Strasbourg[56]
- 2002 : le tremplin de Bergisel de saut à ski d'Innsbruck[16]
- 2003 : le Centre d'art contemporain Rosenthal à Cincinnati[18]
- 2005 : l'usine BMW à Leipzig[23]
- 2005 : Phaeno, un musée scientifique à Wolfsbourg[8]
- 2005 : extension au musée d’Ordrupgaard, à Copenhague[57]
- 2007 : gares du funiculaire Hungerburgbahn, Innsbruck[58]
- 2008 : le Pavillon-Pont de l'Exposition internationale Zaragoza 2008[59]
- 2008 : Musée Mobile Art pour Chanel, musée itinérant à Hong Kong, Tokyo, New York et Paris[60],[61]
- 2009 : le JS Bach Chamber Music Hall à Manchester[62]
- 2010 : le pont Cheikh Zayed à Abou Dabi[63]
- 2010 : l'opéra de Canton en Chine[30],[3]
- 2010 : Evelyn Grace Academy (en) à Londres[64]
- 2010 : MAXXI - Musée national des arts du XXIe siècle à Rome[64],[3]
- 2011 : le musée des transports Riverside Museum à Glasgow, Écosse[65]
- 2011 : la tour CMA-CGM à Marseille, siège de l'entreprise CMA-CGM[66]
- 2011 : résidence Capital Hill dans la forêt de Barvikha, Moscou. Cette résidence privée a été construite pour le développeur immobilier russe Vladislav Doronin et est la seule résidence privée que Hadid a conçue dans sa vie[67],[68]
- 2012 : le Galaxy Soho à Pékin. L'immeuble construit pour le promoteur chinois Zhang Xin, offre 330 000 m2 de bureaux et de commerces[69]
- 2012 : le bâtiment « Pierresvives » à Montpellier (regroupant les Archives départementales de l'Hérault, la Médiathèque départementale, une galerie d'exposition et les services de la culture du Département de l'Hérault).[70],[Note 4]
- 2012 : Eli and Edythe Broad Art Museum à l'université du Michigan, East Lansing[71]
- 2013 : centre pédagogique et bibliothèque à l’université de Vienne[72]
- 2013 : Jockey Club Innovation Tower (en) de l'université polytechnique de Hong Kong[73]
- 2014 : le Dongdaemun Design Plaza, à Séoul[74]
- 2015 : le Messner Mountain Museums à Plan de Corones[75]
- 2015 : One Thousand Museum, bâtiment résidentiel de 210 m à Miami[76]
- 2016 : le centre culturel Heydar-Aliyev à Bakou[77]
- 2016 : Salerno Maritime Terminal (2007–13), Salerne[78]
- 2016 : la Havenhuis, siège de l'autorité portuaire d’Anvers[79]

### Œuvres achevées à titre posthume
En 2016, lorsque Zaha Hadid s'éteint, plusieurs réalisations sont en cours. Un peu plus d'un an après son décès, la gare de Naples Afragola en Italie est inaugurée par Paolo Gentiloni, alors président du Conseil des ministres. La même année, toujours en Italie, c'est la tour Generali (ou Torre Hadid) à Milan, un gratte-ciel de 175 m construit dans le cadre du projet CityLife, qui est terminé. Il faut attendre 2019 pour voir l'achèvement du Al-Wakrah Stadium, construction destinée à la coupe du monde de football de 2022 au Qatar. 
Également livré en 2019, l’aéroport international de Pékin-Daxing, en Chine — plus grand aéroport du monde — obtient trois récompenses dans le cadre des Architizer A+ Awards : en plus du Jury Winner et du Popular Choice Winner, il est récompensé du Special Honoree Award pour une réalisation architecturale significative pour le territoire et inspirante pour l’avenir. De plus, en octobre 2021, cet aéroport est lauréat de la Society of British International Interior Design (SBID) dans la catégorie « Design d’espace public ». En 2021 ouvre l'hôtel ME Dubai du groupe Melia Hotels, qu'elle avait entièrement dessiné. Enfin, le Grand Théâtre de Rabat, dont la construction a débuté en 2014, est achevé huit ans plus tard.

### Projets architecturaux inaboutis
Certains projets de Zaha Hadid n'aboutissent pas de son vivant, par exemple la Maison d'opéra de la baie de Cardiff (Cardiff Bay Opera House) qui voit le Wales Millennium Centre construit à sa place ; ce dernier ouvre en 2004. Deux ans plus tard, la Médiathèque intercommunale à dimension régionale de Pau est un projet d'envergure, mais il est annulé le 11 mai 2006 pour cause de difficultés techniques. En 2010, ce qui doit être le futur musée Guggenheim Hermitage à Vilnius, est abandonné pour des raisons financières. Choisi en 2011, l'étude de Zaha Hadid du Parc des expositions de Chartres n'est pas construite à la suite de dépassements de budget. Enfin, le Stade olympique pour Tokyo 2020 dessiné par l'architecte irakienne qui, après avoir été accepté durant la candidature nippone, est vivement critiqué en raison de sa démesure et de son coût jugé excessif par le gouvernement de Shinzo Abe ne voit pas le jour. In fine, le projet est abandonné au profit d’un concept plus sobre incarné par l’architecte Kengo Kuma.

### Design et architecture intérieure
Outre ses travaux d'architecture, Zaha Hadid a conçu de nombreux objets et pris en charge des décorations d'intérieur, dont celle de la Mind Zone au Dôme du Millénaire à Londres en 1999.
Côté design, elle dessine en 2007 la série des canapés Moon System pour le fabricant de meubles italiens B&B Italia,. En 2009, elle collabore avec Lacoste pour l'édition d'une série limitée de bottes. En 2013, elle conçoit, pour la galerie anglaise David Gill, une série de tables nommées « Liquid Glacial » qui, grâce à une de réfraction de la lumière à l'intérieur du matériau acrylique, évoquent des blocs de glace. Elle aussi imaginé un sac pour Louis Vuitton, un vase pour Alessi, des ensembles à thé, des bouteilles pour Léo Hillinger (cuvée Icon Hill), un banc élastique pour le musée Ordrupgaard au Danemark, ou encore son « Aquatable » fétiche en polyuréthane, dont le prix atteint la somme de 296 000 dollars lors d'une vente aux enchères en 2006. En 2015, elle conçoit Chevron, une poignée de porte réalisée en collaboration avec Olivari pour l’immeuble 520 West 28th à New York. 
Elle a par ailleurs collaboré avec le groupe Pet Shop Boys et le chorégraphe belge Frédéric Flamand.

## Professorat

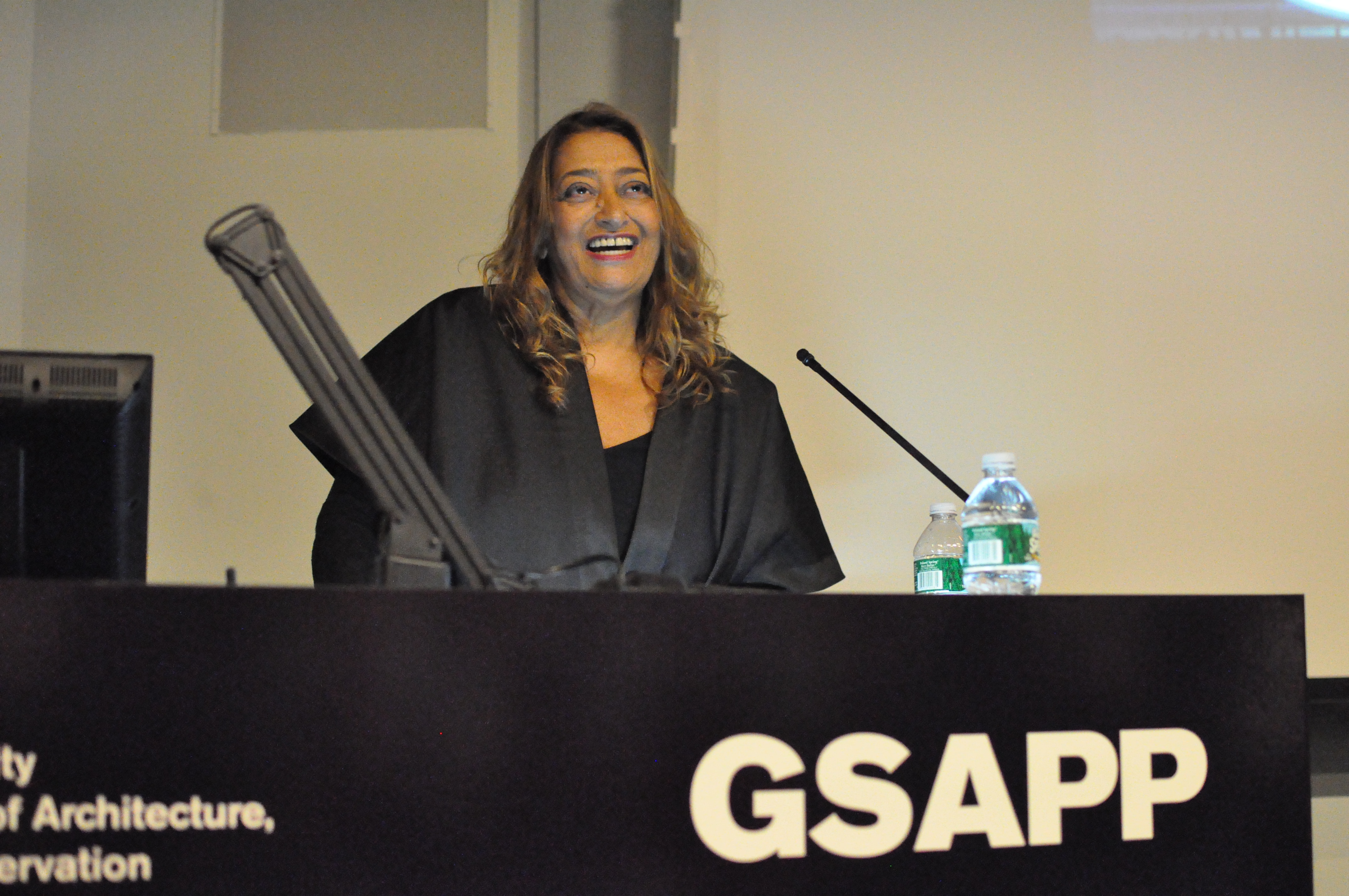
Zaha Hadid, le 16 novembre 2011 à la Graduate School of Architecture, Planning and Preservation (GSAPP) de l'université Columbia.

Durant les années 1980, Zaha Hadid enseigne aussi à l'Architectural Association School of Architecture, puis dans les plus prestigieuses institutions internationales. Elle obtient la chaire Kenzō Tange de la Graduate School of Design, université Harvard, la chaire Sullivan à l'école d'architecture de l'université de l'Illinois à Chicago. Elle a été par ailleurs professeur associée à la Hochschule für Bildende Künste à Hambourg, à la Knowlton School of Architecture de l'université de l'État de l'Ohio, aux Masters Studio de l'université Columbia à New York et professeur invité de la chaire Eero Saarinen de design architectural à l'université Yale dans le Connecticut et, en 2000, professeur au département d'architecture de l'université des Arts appliqués à Vienne (Universität für angewandte Kunst) en Autriche.

## Récompenses, nominations et reconnaissance

### Nominations
Zaha Hadid devient, en 2000, membre honoraire de l'Académie américaine des arts et des lettres, et en 2002, elle est élevée au rang de commandeur de l'ordre de l'Empire britannique (CBE) pour services rendus à l'architecture,. En 2005, elle reçoit la croix d'honneur autrichienne pour les sciences et les arts. En 2007, elle est nommée membre honoraire de la branche britannique de l'American Institute of Architects. Elle est élevée au rang de dame commandeur de l'Ordre de l'Empire britannique (DBE) pour services rendus à l'architecture en 2012.

### Récompenses en architecture
- 1982 : Gold Medal Architectural Design, British Architecture pour le 59 Eaton Place, Londres[103],
- 2002 : mention spéciale au prix de l'Équerre d'argent pour la station de tramway Hœnheim Nord à Strasbourg[103],
- 2003 : prix de l’Union européenne pour l’architecture contemporaine Mies van der Rohe pour la station de tramway Hœnheim Nord à Strasbourg[103],
- 2004 : prix Pritzker[8],
- 2005 : prix allemand d'architecture pour l'usine BMW de Leipzig[103],
- 2005 : prix du Designer de l’Année pour Design Miami[103],
- 2006 : prix du Royal Institute of British Architect pour le musée de vulgarisation scientifique Phaeno[106],
- 2007 : Thomas Jefferson Medal in Architecture[107],
- 2008 : prix du Royal Institute of British Architect pour le funiculaire de Nordpark[103],
- 2009 : prix Praemium Imperiale pour « sa contribution au monde des arts », décerné par l’Association japonaise des arts[9],
- 2010 : prix Stirling : pour MAXXI - musée national des arts du XXIe siècle, Rome[103],
- 2011 : prix Stirling : pour Evelyn Grace Academy, Londres[103],
- 2012 : prix Jane Drew pour son exceptionnelle contribution du statut de la femme dans l'architecture[108],
- 2016 : médaille d'or royale pour l'architecture[109].

## Expositions
- 1978 - Musée Solomon R. Guggenheim, New York[110],
- 1983 - Rétrospective à l’Architectural Association, Londres,
- 1985 - GA Gallery, Tokyo,
- 1988 - Deconstructivist Architecture show au MoMA, New York[111],
- 1995 - Graduate School of Design, université Harvard,
- 1997 - Musée d'Art moderne de San Francisco,
- 2000 - Pavillon britannique à la 7e édition Biennale de Venise[112],
- 2002 - Centro nazionale per le arti contemporanee, Rome[113],
- 2003 - Musée des arts appliqués de Vienne
- 2006 - « Zaha Hadid: 30 ans en architecture », musée Solomon R. Guggenheim, New York[25],
- 2007 - Design Museum, Londres[114],
- 2011 - « Une architecture », Institut du monde arabe, Paris[115],
- 2013 - « Zaha Hadid: World Architecture » au Danish Architecture Center, Copenhague[116],
- 2015 - Zaha Hadid au musée de l'Ermitage, Saint-Pétersbourg[117].

## Films et vidéos
- A Day with Zaha Hadid, 2004, 52 minutes, couleur. New York : Michael Blackwood Productions[118].